# 喬喬
喬喬（チャウチャウ、9月9日 - ）は、中国大連市出身の女性タレント。太田プロダクション所属。

## 人物
中国語と日本語を話し、特技は大食い・作詞作曲・脚本を書くこと。趣味は、食べること・怪談ばなしである。
乙女座、身長165cm、B87-W60-H90、S22.5。

## 出演

### テレビ
- NTV 『踊る!さんま御殿』
- FBS スペシャルドラマ『もう一度、クリスマスイブ』
- KBC 『福岡恋愛白書10』

### 映画
- 中国映画 『またいつか君に恋をする』ヒロン役

### 舞台
- 日中公演舞台『三年前の君へ』キキ役

### イベント
- 日中国交正常化45周年事業 中国大使館主催 チャイナフェスティバル 司会・アーティスト出演
- チャイナフェスティバル2019 司会・アーティスト出演